# Dororo
Dororo (どろろ) é uma série de mangá publicada pelo mangaká Osamu Tezuka em 1967. A série de anime de 1969 foi baseada no mangá e teve 26 episódios com meia hora de duração. Também foi feito um filme em live-action em 2007 que também foi lançado no Brasil. Em 7 de janeiro de 2019, foi serializado uma readaptação da série do anime com 24 episódios, produzido pelo estúdio MAPPA e Tezuka Productions.
O mangá caracterizou os yōkais que foram popular entre as crianças. Dororo foi serializado pela Weekly Shōnen Sunday por três anos.
Nas lembranças de infância de Tezuka, os amigos dele pronunciavam dorobou (どろぼう, lit. ladrão) como dororo que inspirou o título deste trabalho. No filme em live-action, o nome foi explicado que é um termo sulista para Hyakkimaru, significando "Little Monster (Monstrinho)".
Esta série de anime foi a primeira da "World Masterpiece Theater".
No Brasil o mangá começou a ser publicado pela Editora NewPOP entre outubro de 2010.

## Enredo
"Dororo" é um mangá do gênero terror, que gira em torno de um ronin durante o Período Sengoku. Ele nasceu mal formado, desmembrado e sem características faciais e sem órgãos internos. Este foi o resultado do seu pai biológico Daimiô Daigo Kagemitsu que forjou um pacto com 48 demônios selados para que ele pudesse governar o mundo. Em troca, ele prometeu à cada demônio que poderia obter um pedaço do corpo de seu filho quando nascesse. Isto lhe permitiu viajar livremente e cometer atrocidades ao longo da zona rural.
Depois que sua mãe foi obrigada a colocá-lo à deriva no rio, para que ele não fosse morto pelo seu pai, o bebê foi posteriormente encontrado e criado pelo Dr. Honma, um curandeiro que usou magia e métodos alquímicos para dar à criança, próteses trabalhadas a partir dos restos mortais de crianças que morreram na guerra. O menino tornou-se quase invencível contra qualquer golpe mortal como resultado das próteses e da cura mágica. Enxertados em seu braço esquerdo, era uma lâmina muito especial que um contador de histórias que viajava no local apresentou ao Dr. Honma, acreditando que estava destinado a ter sua posse, uma vez, então o menino descobriu, que o médico tinha sido visitado por yōkais. Como revelado em um curto conto sobre a origem da lâmina, a lâmina foi forjada por vingança para matar youkai, como outras entidades sobrenaturais.
Depois que o médico foi obrigado a mandá-lo em seu próprio caminho, porque ele estava atraindo demônios, o jovem aprendeu com uma voz fantasmagórica da maldição que se havia definido sobre ele no momento do nascimento e que, matando os demônios responsáveis, ele pudesse recuperar as peças roubadas de seu corpo e, assim, recuperar sua humanidade. Através de suas viagens, ele ganhou o nome de "Hyakkimaru" (百鬼丸) entre outros nomes de sua natureza desumana. Em uma dessas caça ao demônio, Hyakkimaru se depara com uma jovem ladra órfã chamada Dororo que depois viaja ao seu lado através do campo devastado pela guerra.

## Personagens
| Nome do Personagem         | Dublador(a) Japonês(a) (do Anime) | Dublador(a) Japonês(a) (do Jogo Eletrónico) |
| -------------------------- | --------------------------------- | ------------------------------------------- |
| Hyakkimaru (百鬼丸)        | Nachi Nozawa                      | Tomokazu Sugita                             |
| Dororo (どろろ)            | Minori Matsushima                 | Ikue Ohtani                                 |
| Daigo Kagemitsu (醍醐景光) | Gorō Naya                         | Akio Ōtsuka                                 |
| Tahōmaru (多宝丸)          | Shūsei Nakamura                   | Takeshi Kusao                               |
| Jukai (寿海)               | N/A                               | Kiyoshi Kobayashi                           |
| Biwa-hōshi (琵琶法師)      | Junpei Takiguchi                  | N/A                                         |
| Mio (みお)                 | Reiko Mutō                        | Yuki Makishima                              |

## Adaptações

### Anime
Ao contrário do mangá, ambas as versões em anime têm um final conclusivo.

### Jogo eletrônico
Sega desenvolveu Dororo baseado em um jogo eletrônico para o console de PlayStation 2 em 2004. Foi lançado nos Estados Unidos e na Europa, sob o título Blood Will Tell. Os trabalhos artísticos do jogo foram feitos pelo renomado artista de mangá Hiroaki Samura. Dororo não foi muito bem sucedido comercialmente ou criticamente. De fato, Dororo só teve uma média de 69% no Game Rankings, mas desenvolveu bons seguidores.
Como uma nota lateral, Dororo é frequentemente interpretado como um homem, ou menino, sendo muitas vezes chamado como tal, mas, no capítulo final, você vê que ele é na verdade ela, depois que Hyakkimaru faz um comentário sobre um capítulo antes em que ela vai se transformar em uma jovem mulher. Quando ela é vista, cinco anos depois.

### Filme
Dororo foi transformado em um filme em live-action estrelado por Kou Shibasaki e Satoshi Tsumabuki e dirigido por Akihiko Shiota. Foi filmado na Nova Zelândia e está atualmente disponível em DVD no Japão, nos Estados Unidos, Reino Unido e no Brasil. A Universal Studios ficou com os direitos norte-americanos, enquanto a MVM Films ficou os direitos no Reino Unido e a Visual Filmes ficou com os direitos no Brasil. O produtor de Better Luck Tomorrow, Ernesto Foronda está supostamente trabalhando em uma versão em Hollywood de Dororo.

### Tradução do Mangá para o Inglês e Português
Em 2008, a Vertical Inc. lançou a tradução inglesa de Dororo em três volumes. Em 2009, ganhou o Eisner Award na "Melhor Edição Americana de Material Internacional do Japão".
No Brasil o mangá foi traduzido para o português pela editora NewPOP entre outubro de 2010 em 4 volumes.

### Derivagem
Em 2012, um mangá Cross Over que caracteriza Dororo e Dororon Enma-kun foi criado. Em 2013, foi ampliado em uma série completa.